# Esdoorn (geslacht)
Esdoorn of ahorn (Acer) is een geslacht van loofbomen en heesters. Afhankelijk van de taxonomische opvatting wordt dit geslacht ingedeeld bij de esdoornfamilie (Aceraceae) of de zeepboomfamilie (Sapindaceae).
Esdoorns komen voor in de gematigde streken van het noordelijk halfrond. Enkele soorten komen voor in Zuidoost-Azië en Indonesië. Het geslacht zal zo'n 120 soorten tellen. Deze worden onderverdeeld in zestien secties met 230 verschillende taxa (soorten, ondersoorten en variëteiten). Daarnaast zijn er verschillende hybriden.
De Spaanse aak (Acer campestre) is inheems in Nederland en België. In Nederlands Limburg en België is de gewone esdoorn (Acer pseudoplatanus) gebiedseigen.

## Algemeen

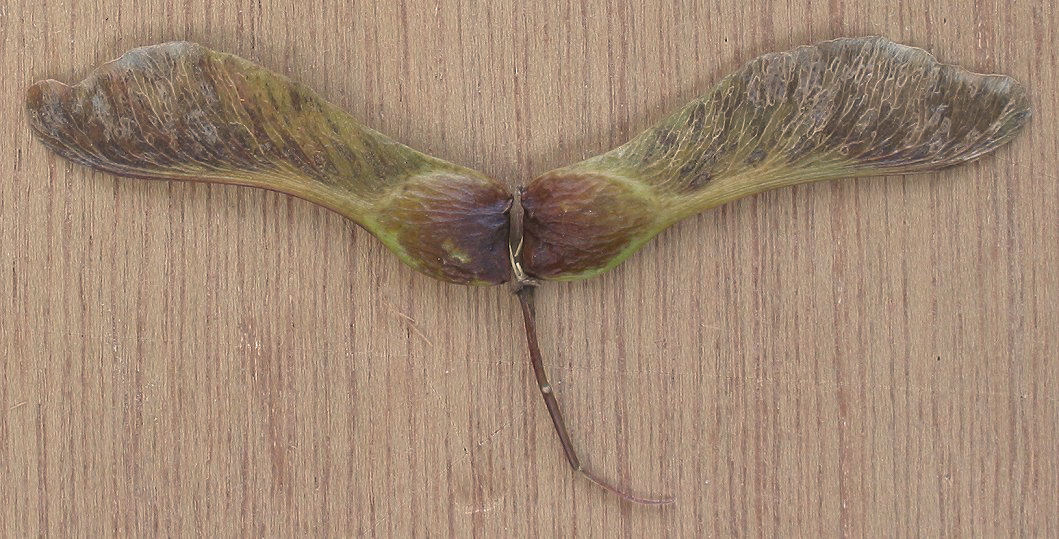
Gevleugelde vruchten

De groene bloemtrossen lokken door de geur speciaal aasvliegen. De vrucht, een gevleugd nootje, of samara, is voorzien van een grote vleugel. Er zitten twee splitvruchten aan één steeltje; de vleugels staan tegenover elkaar en geven zo een goede verspreiding door de wind. De hoek die de vleugels ten opzichte van elkaar maken is, naast de vorm van de splitvruchtjes en de ligging daarvan, een belangrijk kenmerk voor het onderscheid van de soorten. De dubbele vrucht wordt soms 'helikoptertje' genoemd.
Bijna alle soorten hebben in het voorjaar door de hoge worteldruk een sterke sapstroom, waardoor in deze tijd van het jaar wonden sterk kunnen bloeden. De meeste soorten hebben door de dunne bast snel last van verbranding als de zon op de stam schijnt.

### Etymologie
De botanische naam Acer is van onduidelijke herkomst. Het Latijnse woord 'acer' betekent spits of scherp. De naam zou betrekking kunnen hebben op de spitse vorm van de bladeren die bij sommige soorten voorkomen.

## Toepassingen

### Sierwaarde

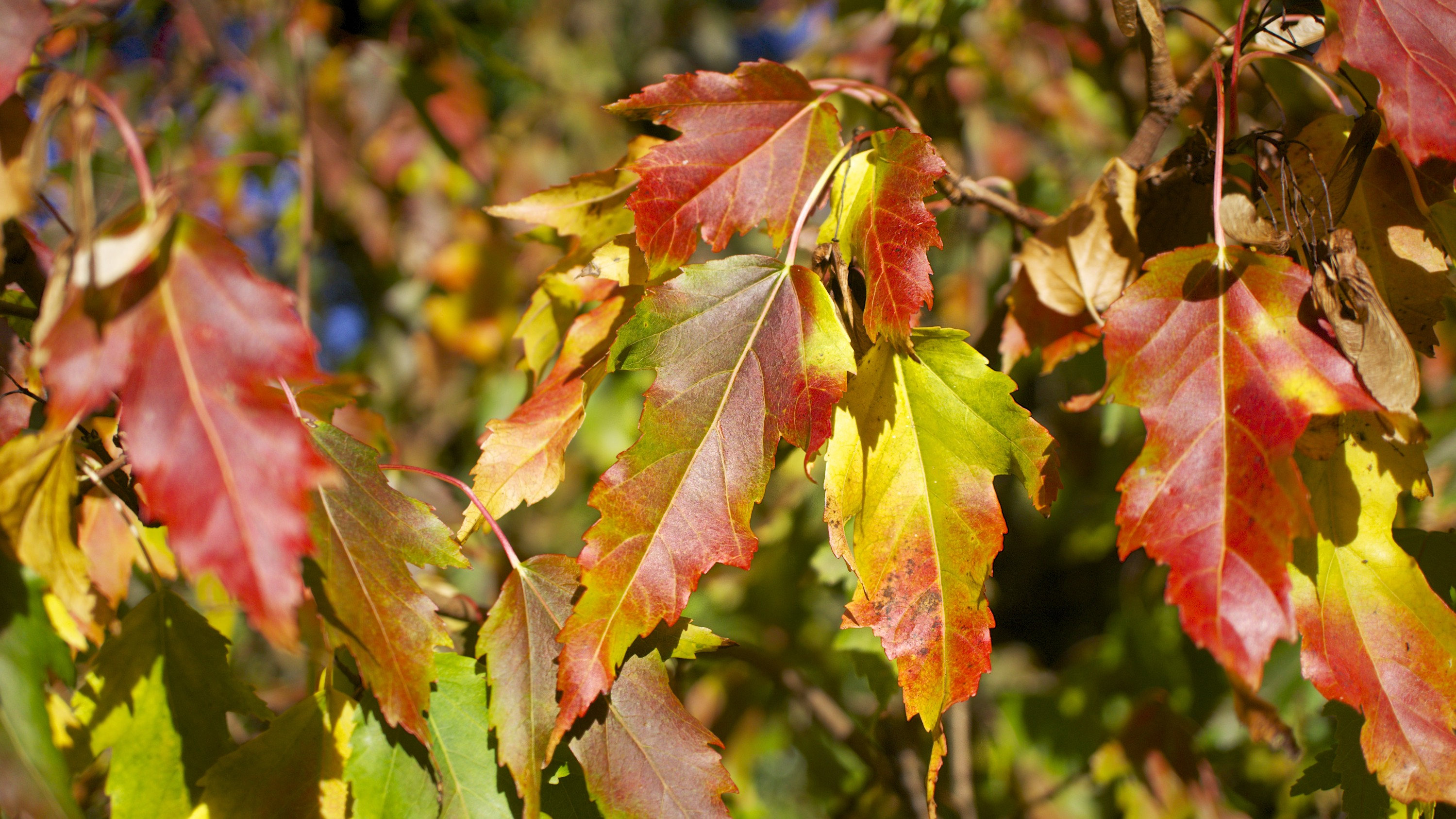
Herfstkleuren van de amoeresdoorn (Acer ginnala)

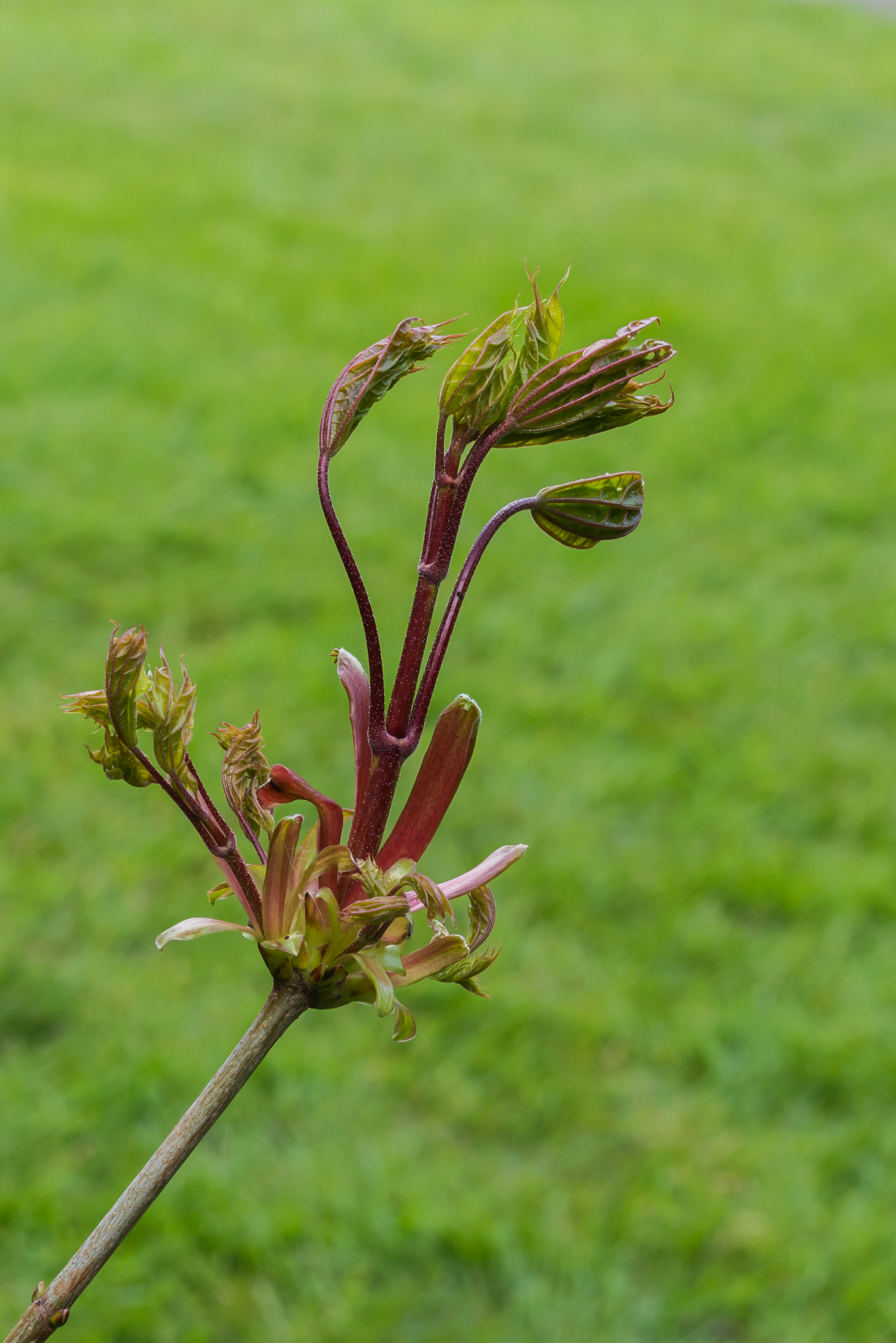
Uitlopend blad van de esdoorn

Esdoorns hebben een grote sierwaarde. Vooral de herfstkleuren van de esdoornbladeren zijn bekend (denk aan de 'Maple Leaf', het esdoornblad in de Canadese vlag). De herfstkleuren zijn beperkt tot slechts enkele soorten. Omdat de esdoorn een snel groeiende boom is, die ook na snoeien weer snel doorgroeit, is hij ook geschikt voor het vormen van hagen. Als jonge esdoorns, die in de nabijheid van esdoorns meestal wel te vinden zijn, dicht naast elkaar geplant worden, vormt zich een moeilijk doordringbare, decoratieve heg. Een nadeel is, dat hij 's winters kaal wordt, en dan niet zichtdicht is.

### Stroop
Verder wordt uit esdoorns (vooral de suikeresdoorn) ook stroop gemaakt (esdoornsiroop of ahornsiroop).

### Hout

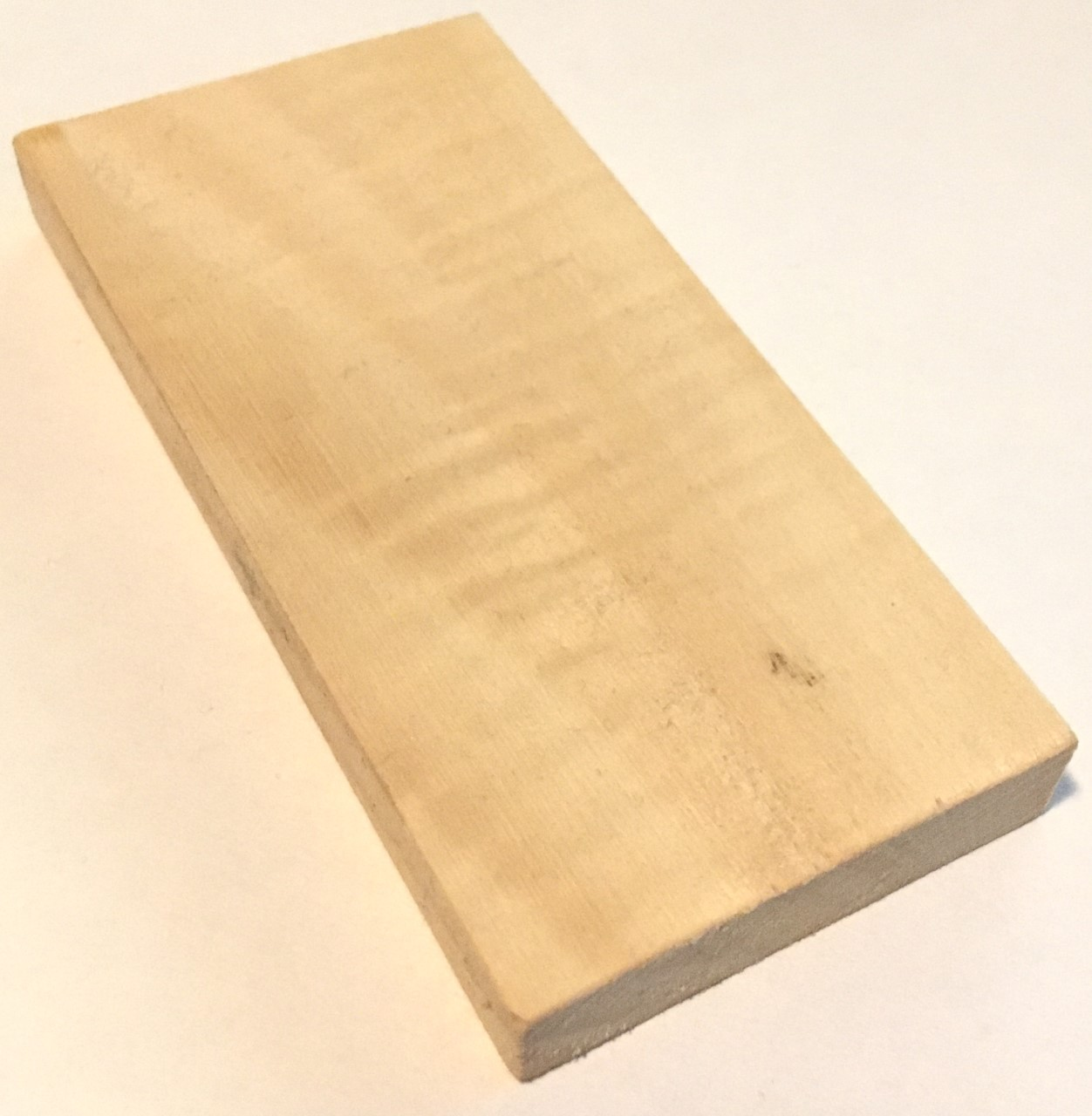
Kenmerkend golfmotief op het hout

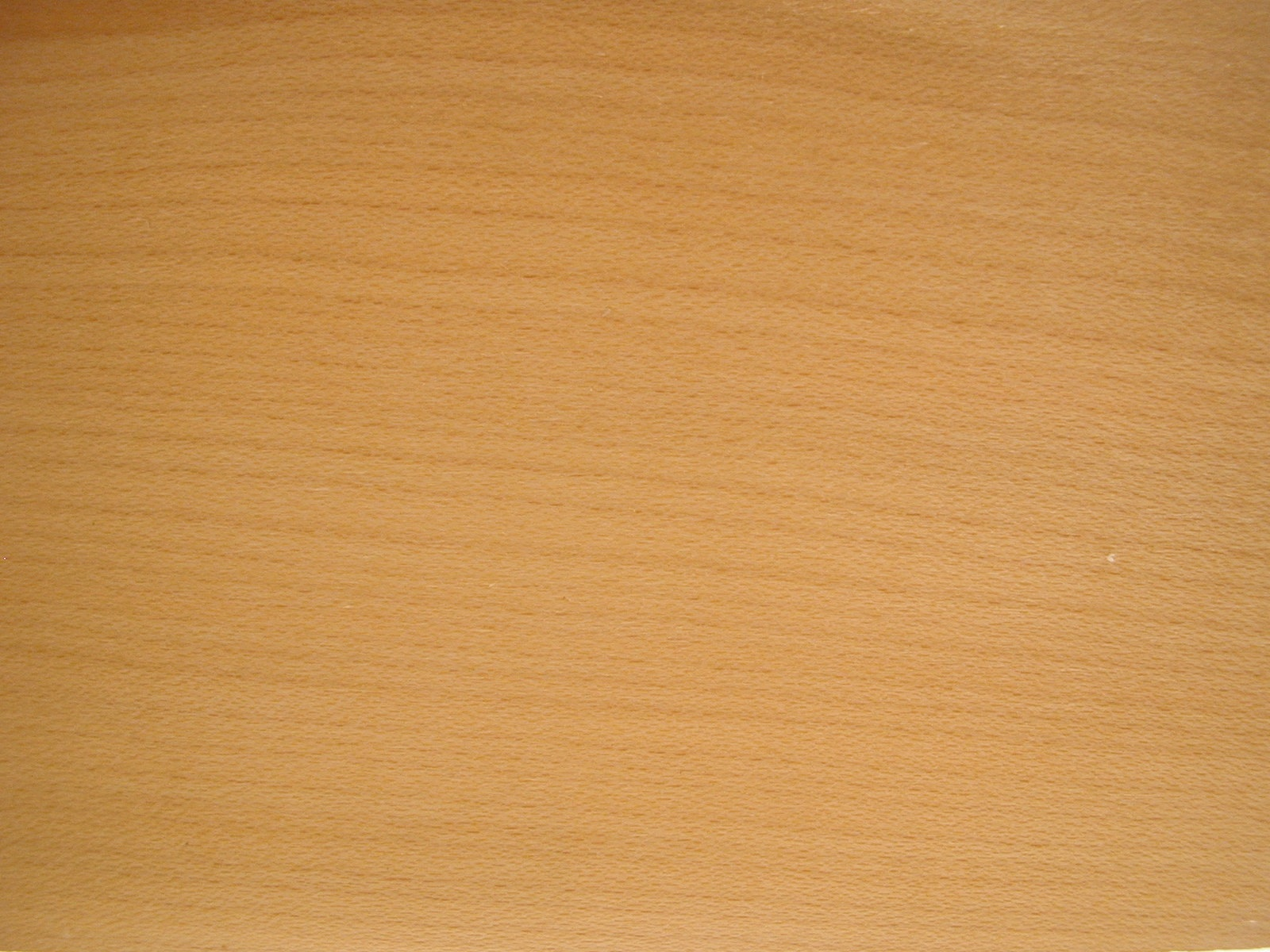
Hout van de esdoorn

Het hout van esdoorns is wit tot crème-achtig Het heeft diverse toepassingen maae is niet erg duurzaam. Het hout is zeer bruikbaar voor meubels en omdat het goed bestand is tegen slijtage ook voor vloeren. Esdoorn wordt ook gebruikt voor het maken van keukens omdat het een lichte kleur heeft. Wanneer het een mooie golftekening heeft wordt het onder andere voor achterbladen van violen en gitaren gebruikt. Ook de fagot wordt dikwijls van esdoornhout gemaakt.

## Collecties van esdoorns in Nederland

### Aceretum in Boskoop
Een arboretum (bomentuin) met alleen esdoorns wordt wel een 'aceretum' genoemd. Het grootste aceretum ter wereld bevindt zich op het terrein van kwekerij Esveld in Boskoop. De oudste boom in dit aceretum stamt uit 1865, een Acer shirasawanum 'Aureum'. Deze werd indertijd door Philipp Franz von Siebold uit Japan meegebracht. Sinds 1966 is de verzameling door Dick van Gelderen systematisch opgebouwd. In september 2023 omvat de collectie ruim 1400 verschillende soorten en cultivars.
De collectie van Van Gelderen is een zogenaamde Nederlandse Planten Collectie. De huidige collectiehouder is de zoon van Dick, Cor van Gelderen.

### Von Gimborn Arboretum in Doorn
In het Von Gimborn Arboretum te Doorn bevindt zich de Nationale Plantencollectie van de esdoornfamilie, die behalve het geslacht Acer ook nog twee soorten van het geslacht Dipteronia omvat. De verzameling, een zogeheten 'dieptespecialisatie' van het arboretum is grotendeels opgebouwd door de vroegere directeur P.C. de Jong, die geldt als een van 's werelds grootste autoriteiten op het gebied van esdoorns. De collectie omvat 98 soorten, variëteiten en/of ondersoorten en 82 cultivars.
De eerste esdoorns in het Von Gimborn Arboretum werden door de stichter Max Th. von Gimborn geplant. Daaronder bevonden zich soorten die in Nederland en West-Europa zeldzaam waren. In 1987 – toen het arboretum al enige tijd deel uitmaakte van de Botanische Tuinen Universiteit Utrecht – viel het besluit de esdoorns tot een van de speerpunten in de collectie van het arboretum te maken. De belangstelling richt zich vooral op de wilde soorten, waar mogelijk op exemplaren van bekende wilde herkomst. De samenwerking met China die in dit verband ontstond, leidde ertoe dat het arboretum Acer pilosum in bezit kreeg. Dit is een soort die voor het eerst in 1880 beschreven werd, maar vanaf het begin van de 20e eeuw nergens meer in cultuur was.

## Soorten en cultivars
Soorten die hier worden behandeld zijn:
- Colchische esdoorn (Acer cappadocicum, synoniemen: Acer laetum, Acer colchicum en Acer lobelii)
  - Acer cappadocicum 'Aureum'
  - Acer cappadocicum 'Rubrum'
- Gewone esdoorn (Acer pseudoplatanus)
- Acer japonicum
  - Acer japonicum 'Aconitifolium'
- Japanse esdoorn (Acer palmatum)
  - Acer palmatum 'Atropurpureum'
  - Acer palmatum 'Bloodgood'
  - Acer palmatum 'Osakasuki'
  - Acer palmatum 'Elegans'
  - Acer palmatum 'Dissectum'
  - Acer palmatum 'Dissectum Nigrum'
  - Acer palmatum 'Dissectum Atropurpureum'
- Montpelieresdoorn (Acer monspessulanum)
- Noorse esdoorn (Acer platanoides)
  - Acer platanoides 'Drummondii'
  - Acer platanoides 'Faassen's Black'
  - Acer platanoides 'Globosum'
  - Acer platanoides 'Schwedleri'
  - Acer platanoides 'Eurostar'
- Rode esdoorn (Acer rubrum)
- Slangenesdoorn of streepjesbast-esdoorn (Acer capillipes)
- Spaanse aak of veldesdoorn (Acer campestre)
  - Acer campestre 'Elsrijk'
- Suikeresdoorn (Acer saccharum)
- Vederesdoorn (Acer negundo)
  - Acer negundo 'Argenteo'
  - Acer negundo 'Auratum'
  - Acer negundo 'Aureo variegatum'
  - Acer negundo 'Variegatum' (bonte vederesdoorn)
  - Acer negundo 'Odessanum'
- Acer rufinerve
- Witte esdoorn of zilveresdoorn (Acer saccharinum, synoniem: Acer dasycarpum)
  - Acer sacharinum 'Fastigiata'
  - Acer saccharinum 'Laciniatum'
  - Acer sacharinum 'Wíerii'
- De hybride Acer × freemanni is ontstaan uit een kruising van de rode esdoorn met de witte esdoorn en genoemd naar Oliver Freemann, die in 1933 de kruising heeft gemaakt.

## Ziekten
Jonge bomen kunnen aangetast worden door de verwelkingsziekte, veroorzaakt door de schimmel Verticillium dahliae.
De esdoorn kan ook last hebben van bladluizen, mijten en meeldauw.
In de bladeren van de gewone esdoorn ontwikkelt zich in de nazomer vaak inktvlekkenziekte veroorzaakt door de schimmel Rhytisma acerinum. In een vroeg stadium van deze infectie ontwikkelen zich paarse tot zwarte vlekken. Later verdikt het weefsel van de zwam, tot het uiteindelijk in de late herfst ontwatert en een dik schijnweefsel vormt. Na de winter breekt dit open en ontwikkelt het vruchtlichaam zich, waarbij sporevorming optreedt.
Bij droogtestress en dode bomen, vooral van gewone esdoorn, kan roetschorsziekte (veroorzaakt door de schimmel Cryptostroma corticale) optreden; deze is vernoemd naar de sterke zwartverkleuring die op de bast te zien is. Bestrijding is niet mogelijk, anders dan het verwijderen van de aangetaste bomen. Dit mag alleen door goed beschermd personeel omdat de sporen bij de mens chronische longontsteking (pneumonitis) kunnen veroorzaken.

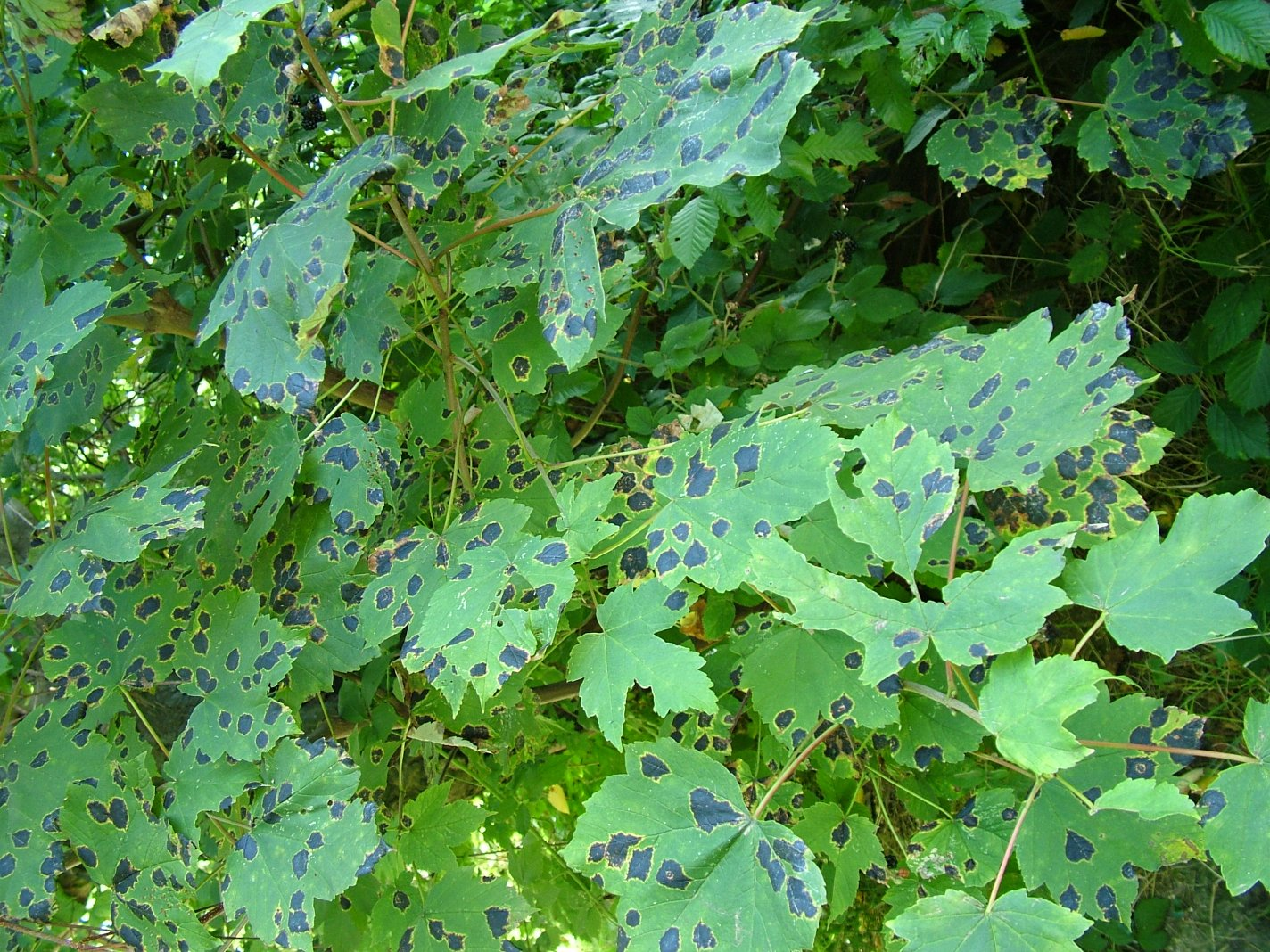
Infectie van inktvlekkenziekte (vroeg stadium)
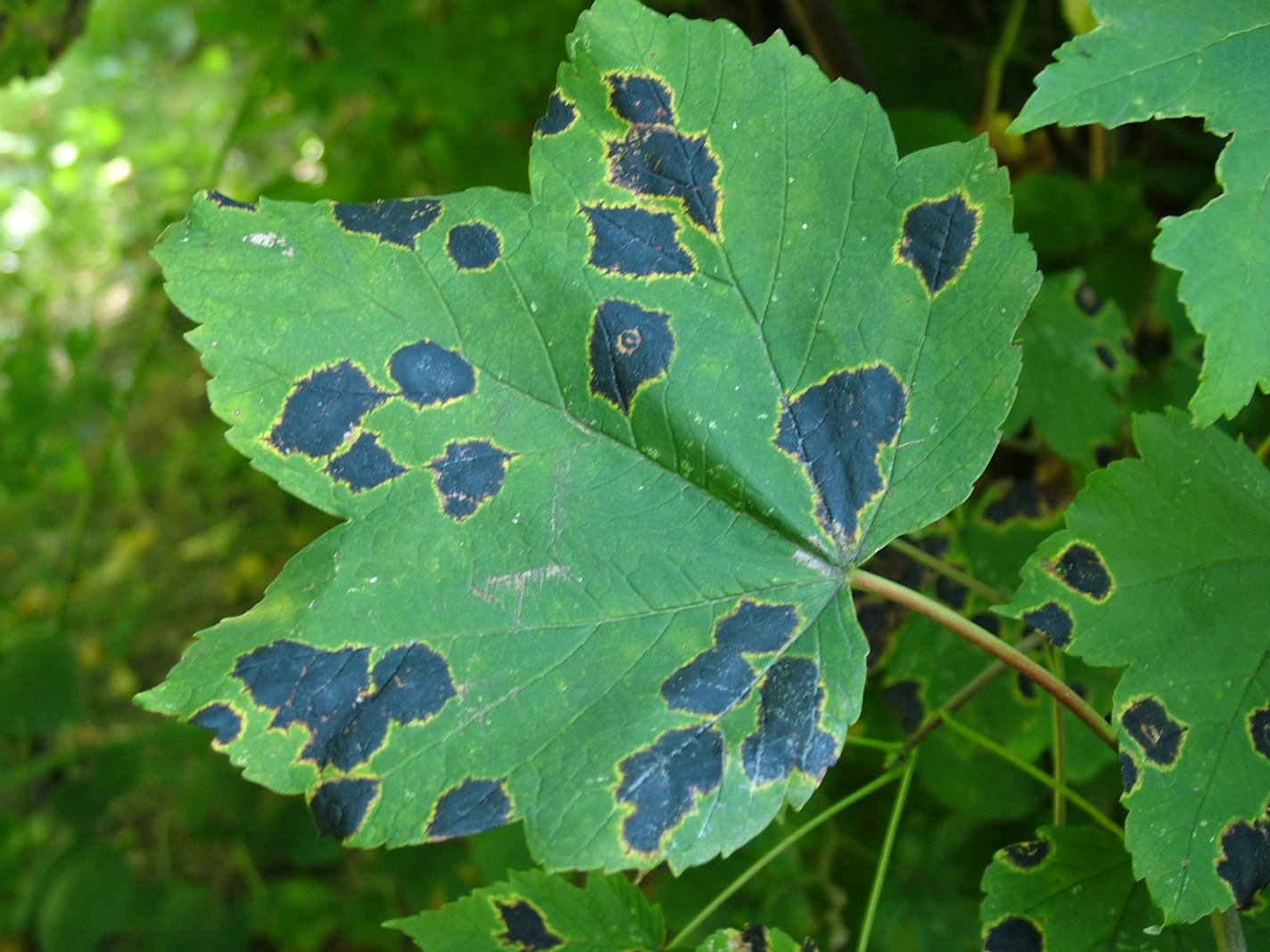
Detail van de infectie: bovenkant esdoornblad
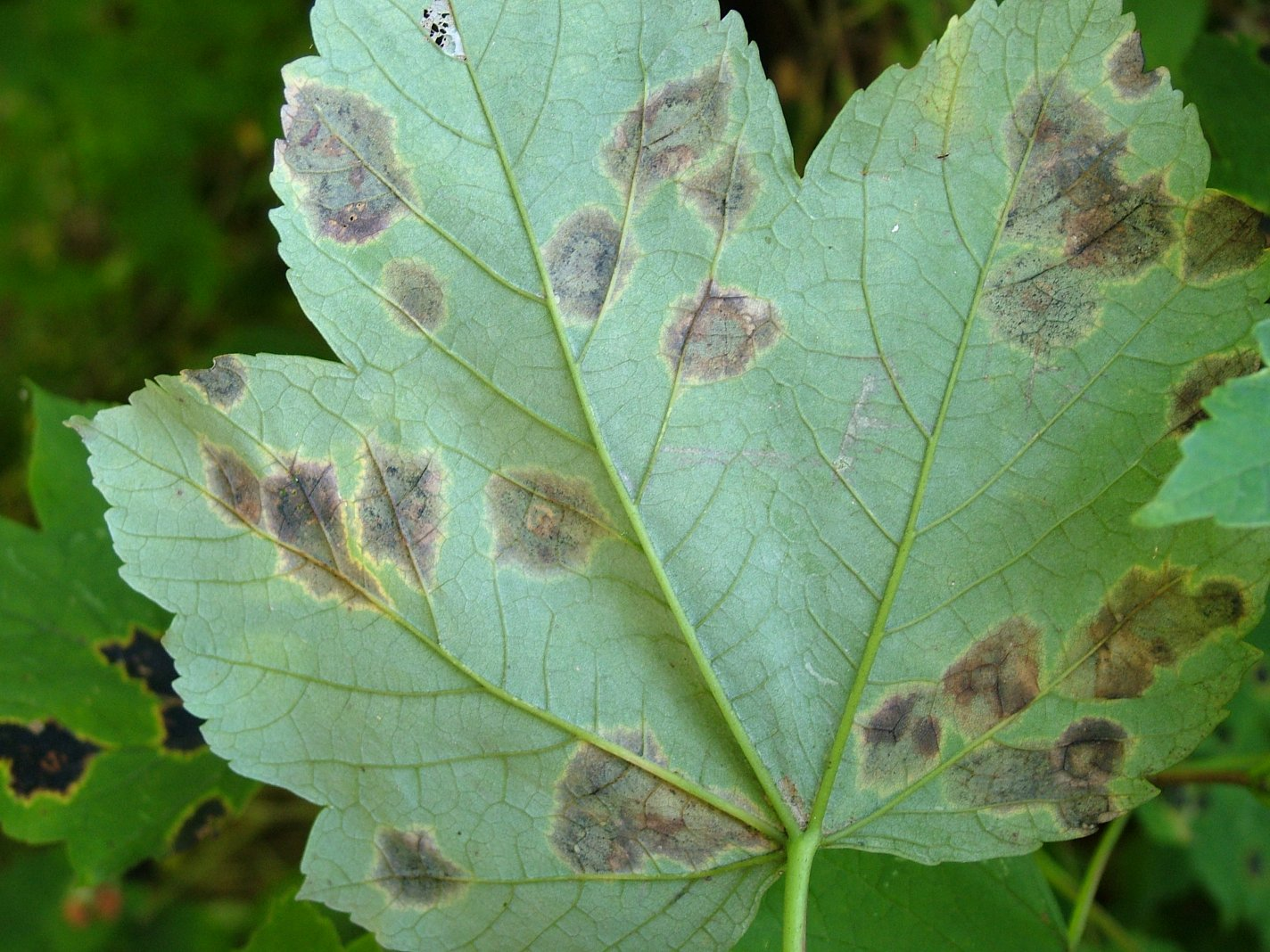
Detail van de infectie: onderkant esdoornblad
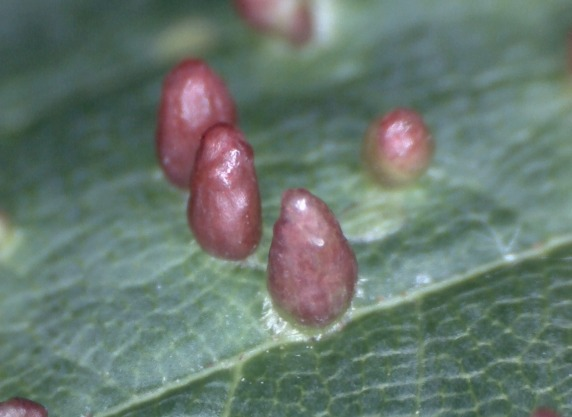
Gallen veroorzaakt door de mijt Artacris macrorhynchus
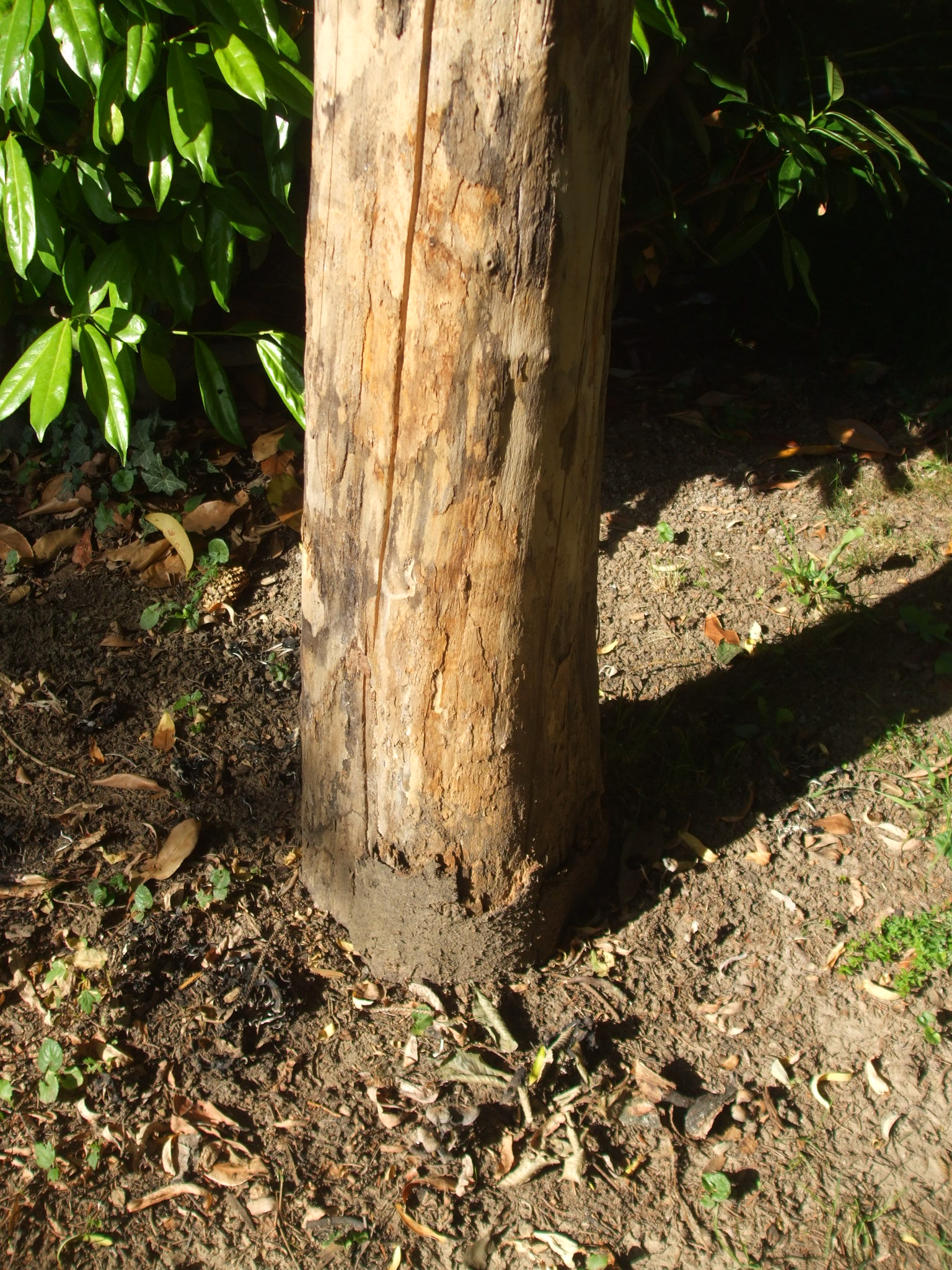
dode boom met roetschorsziekte

## Esdoornvergiftiging
Meldingen van vergiftiging door esdoorn bij paarden komen soms voor.